# Tahitia
Tahitia là một chi thực vật thuộc họ Tiliaceae. Chi này có các loài sau (tuy nhiên danh sách này có thể chưa đủ):
- Tahitia vescoana, (Baillon) Burret